# Abatetia
Abatetia là một chi ruồi thuộc họ Dolichopodidae. Chi này chứa duy nhất một loài, Abatetia robusta, được tìm thấy ở New Zealand. Danh pháp ban đầu của loài này là Nelsonia, do Octave Parent đặt năm 1933. Chi này sau đó được Parent nhập vào chi Cymatopus vào năm 1937. Cùng với đó, David Miller nhận thấy Nelsonia vốn đã được đặt cho một đơn vị phân loại khác (Merriam, 1897), và do đó ông đã đổi danh pháp của chi này thành Abatetia vào năm 1945. Dù vậy, chi này vẫn được xem là đồng nghĩa với chi Cymatopus mãi tới năm 1984, khi nó lại được tách trở lại bởi Henk J. G. Meuffels và Patrick Grootaert. Vì Nelsonia đã được đặt cho một đơn vị phân loại khác nên Abatetia trở thành danh pháp chính thức của chi này.